# Гаглоев, Сослан Майрбекович
Сослан Майрбекович Гаглоев (род. 2 июня 1986) — российский, впоследствии словацкий борец вольного стиля, чемпион Европы среди юниоров, призёр чемпионатов России, победитель и призёр международных турниров. Занимается борьбой с 1996 года. Выступал в тяжёлой (до 96 кг) и супертяжёлой (до 120 кг) весовых категориях. Представлял спортивный клуб «Аланы» (Владикавказ). Его наставниками были Казбек Дедекаев и Савелий Базаров. С 2013 года выступает за Словакию.

## Спортивные результаты
- Первенство Европы среди юниоров 2006 года — ;
- Турнир на призы Дана Колова и Николы Петрова 2007 года — ;
- Чемпионат России по вольной борьбе 2007 года — ;
- Чемпионат России по вольной борьбе 2009 года — ;
- Турнир Дмитрия Коркина 2013 года  — ;
- Гран-при Германии 2014 года — ;
- Турнир на призы Дана Колова и Николы Петрова 2015 года — ;